# Mern
Mern är en ort på Själland i Danmark.   Den ligger i Vordingborgs kommun och Region Själland, i den sydöstra delen av landet, 80 km söder om Köpenhamn. Mern ligger 38 meter över havet och antalet invånare är 1 036. Närmaste större samhälle är Præstø, 8 km norr om Mern. 